# 425 (číslo)
Čtyři sta dvacet pět je přirozené číslo. Následuje po číslu čtyři sta dvacet čtyři a předchází číslu čtyři sta dvacet šest. Římskými číslicemi se zapisuje CDXXV a řeckými číslicemi υκε.

## Matematika
425 je:
- Deficientní číslo
- Složené číslo
- Nešťastné číslo

## Astronomie
- (425) Cornelia je planetka hlavního pásu, kterou objevil v roce 1896 Auguste Charlois

## Roky
- 425
- 425 př. n. l.